# Godzilla x Kong: The New Empire
Godzilla x Kong: The New Empire (bra: Godzilla e Kong: O Novo Império; prt: Godzilla x Kong: O Novo Império) é um filme de monstros americano dirigido por Adam Wingard. Sequência de Godzilla x Kong (2021), é o quinto filme do MonsterVerse da Legendary, o 38º filme da franquia Godzilla, o 13º filme da franquia King Kong e o quinto filme de Godzilla totalmente produzido por um estúdio de cinema americano.
Devido ao sucesso de bilheteria e streaming de Godzilla vs. Kong durante a pandemia de COVID-19, a Legendary anunciou uma sequência em março de 2022 e que as filmagens começariam no final do ano. Em maio de 2022, foi anunciado que Adam Wingard voltaria a dirigir e Dan Stevens havia sido escalado para o papel principal. As filmagens começaram em julho de 2022 na Costa do Ouro, Queensland e terminaram em novembro de 2022.
O filme foi lançado em 29 de março de 2024 nos Estados Unidos, pela Warner Bros. Pictures. Acabou sendo muito bem recebido pelo público, embora a resposta da crítica tenha sido mais negativa.

## Elenco
- Rebecca Hall como Dr. Ilene Andrews
- Brian Tyree Henry como Bernie Hayes
- Dan Stevens como Trapper[8]
- Kaylee Hottle como Jia
- Alex Ferns como Mikael
- Fala Chen como Iwi Queen
- Rachel House como Hampton
- Ron Smyck como Harris
- Chantelle Jamiesson como Jayne
- Greg Hatton como Lewis
- Kevin Copeland como comandante de submarino
- Tess Dobré como oficial de submarino
- Tim Carroll como Wilcox
- Anthony Brandon Wong como apresentador de talk show

## Produção

### Desenvolvimento
Em março de 2019, o produtor Alex Garcia afirmou que a Legendary esperava produzir mais filmes do MonsterVerse se tivessem sucesso, afirmando: "É um tijolo de cada vez, cada peça tem que ser tão boa quanto possível, então agora está tudo focado nisso [Godzilla II: Rei dos Monstros e Godzilla vs. Kong]. Mas poderia haver? Sim, essa é a esperança se os filmes acabarem muito bem.". Em fevereiro de 2021, Wingard comentou sobre o futuro do MonsterVerse: "Eu sei onde poderíamos ir potencialmente com filmes futuros." No entanto, ele observou que o MonsterVerse foi criado "até certo ponto" para levar a Godzilla vs. Kong. Ele acrescentou que o MonsterVerse está em uma "encruzilhada", afirmando: "É realmente no ponto em que o público tem que dar um passo à frente e votar em mais dessas coisas. Se este filme for um sucesso, obviamente eles continuarão em frente.".
Godzilla vs. Kong foi lançado em 24 de março de 2021 e se tornou um sucesso de bilheteria e streaming durante a pandemia de COVID-19. O filme arrecadou US$ 470 milhões em todo o mundo contra um ponto de equilíbrio de US$ 330 milhões e se tornou o filme mais pirateado de 2021. Em 4 de abril de 2021, o CEO da Legendary, Josh Grode, comentou sobre possíveis sequências, "nós tenho uma série de ideias para mais filmes.". Nesse mesmo dia, a hashtag #ContinueTheMonsterVerse começou a ser tendência no Twitter, que foi reconhecida pela Legendary e recebeu apoio de Jordan Vogt-Roberts (diretor de Kong: A Ilha da Caveira). Em 27 de abril de 2021, o The Hollywood Reporter afirmou que a Legendary estava "tomando medidas discretamente para estender a série em um ou mais filmes", enquanto negociava com Wingard para retornar à direção. Várias ideias foram consideradas, sendo Son of Kong um título em potencial. Em agosto de 2021, o escritor do MonsterVerse, Max Borenstein, afirmou que "haverá alguns filmes novos e interessantes chegando" devido ao sucesso de Godzilla vs. Kong".
Em 20 de março de 2022, foi anunciado que uma sequência de Godzilla vs. Kong estava programada para começar a ser filmada no final do ano na Costa do Ouro, Queensland e outros locais no sudeste de Queensland na Austrália. Em maio de 2022, foi anunciado que Wingard voltaria a dirigir e que Dan Stevens havia sido escalado para o papel principal. Wingard e Stevens já haviam trabalhado juntos em O Hóspede. Em 30 de junho de 2022, foi revelado que Mary Parent, Alex Garcia, Eric McLeod, Brian Rogers, Thomas Tull e Jon Jashni voltariam como produtores. Em 1º de julho de 2022, a Toho Co., Ltd. confirmou que o filme contaria com o Godzilla.
Em agosto de 2022, a Warner Bros. e a Legendary anunciaram a sinopse e que Rebecca Hall, Brian Tyree Henry e Kaylee Hottle iriam reprisar seus papéis de Godzilla vs. Kong enquanto Fala Chen, Alex Ferns e Rachel House também se juntariam ao elenco. Também foi revelado que Wingard colaboraria mais uma vez com o desenhista de produção Tom Hammock, o editor Josh Schaeffer e que Terry Rossio havia retornado para escrever o roteiro com Jeremy Slater e Simon Barrett.

### Filmagens
As filmagens começaram na Costa do Ouro, Queensland, em 29 de julho de 2022. No início da produção, foi confirmado que Ben Seresin havia retornado como diretor de fotografia. Em novembro de 2022, foi relatado que as filmagens haviam terminado na Austrália e que o equipamento da equipe revelou o potencial título do filme como Godzilla and Kong.
Em 19 de abril de 2023, o título Godzilla x Kong: The New Empire foi revelado.

## Música
Em 25 de agosto de 2022, foi anunciado que Tom Holkenborg retornaria para compor a trilha sonora do filme, após tê-lo feito anteriormente para Godzilla vs. Kong.

## Lançamento
O filme foi lançado em 29 de março de 2024 nos Estados Unidos, pela Warner Bros. Pictures. Estava anteriormente agendado para ser lançado em 15 de março de 2024, e depois para 29 de março de 2024.

## Recepção
No site agregador de críticas Rotten Tomatoes, 54% das 200 resenhas dos críticos são positivas, com uma classificação média de 5,6/10. O consenso do site diz: "Venha para Godzilla x Kong: The New Empire para o espetáculo de esmagar monstros - e fique para isso também, porque o filme não tem muito mais a oferecer." O Metacritic, que usa uma média ponderada, atribuiu ao filme uma pontuação de 47 em 100, baseado em 51 críticos, indicando críticas "mistas ou médias". O público pesquisado pelo CinemaScore deu ao filme uma nota média de "A–", em uma escala de A+ a F.